# Панаш

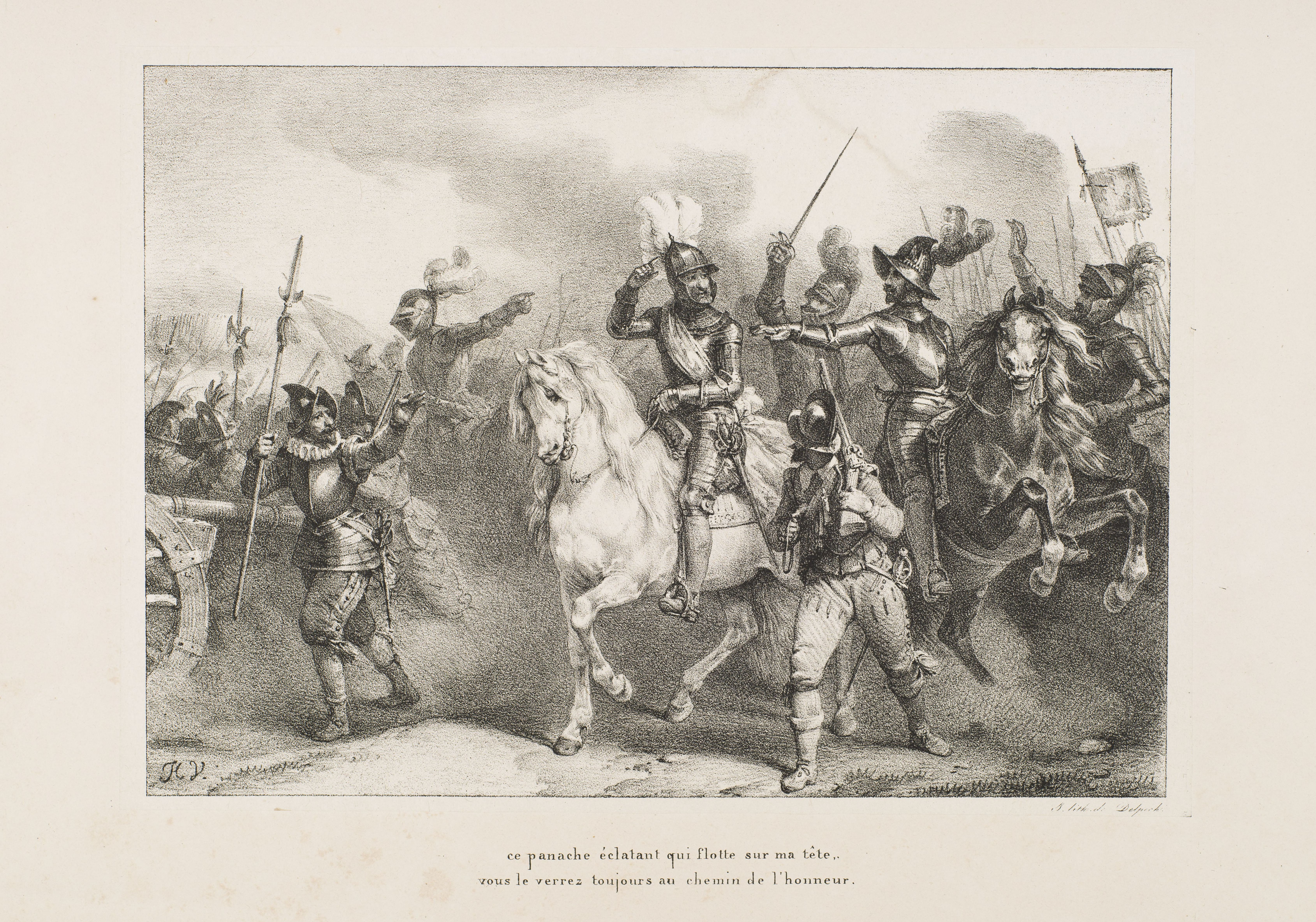
Король Франции Генрих IV

Панаш (французское произношение: [panaʃ]) — слово французского происхождения (во французском языке одноимённое со словом плюмаж, украшавший шляпу или шлем), несущее в себе оттенок ярких манер и безрассудной храбрости, происходящее от плюмажа на шлеме, который носили кавалеристы в период раннего Нового времени.
Это значение связано с королём Франции Генрихом IV, военачальнике, прославившемся тем, что носил яркий белый плюмаж на шлеме и своим военным кличем: «Следуйте за моим белым плюмажем!» (по-французски: «Ralliez-vous à mon panache blanc!»).

## Сирано де Бержерак
Воплощение щегольства в соединении с безрассудной отвагой впервые представлено в образе Сирано де Бержерака ― главного героя одноименной пьесы Эдмона Ростана, созданной в 1897 году.

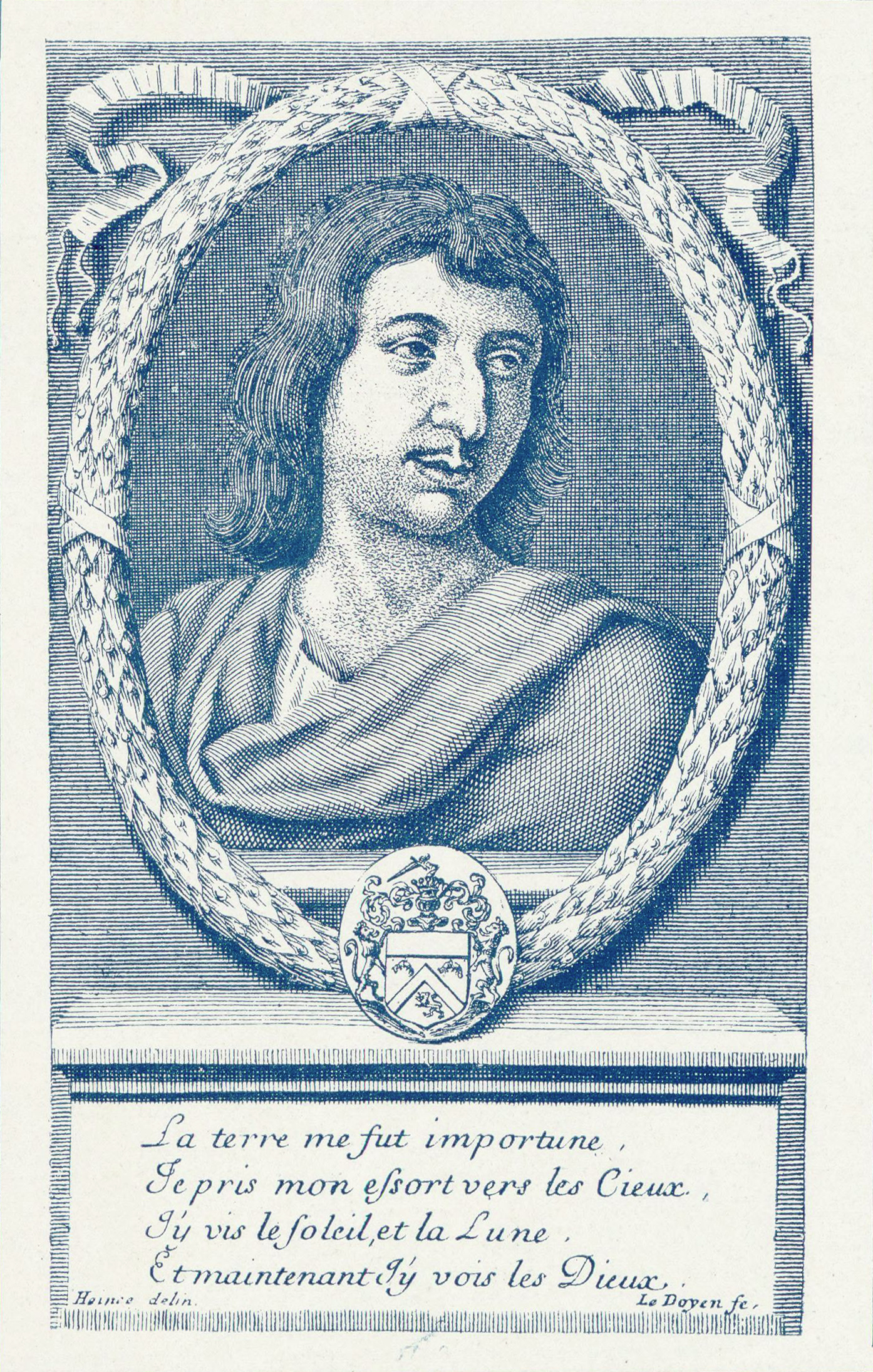
Сирано де Бержерак

Слово panache обозначает основную характеристику главного героя самой популярной во французском театре пьесы Эдмона Ростана «Сирано де Бержерак». Это слово, которым драматург завершает пьесу, а Сирано — жизнь, является семантическим неологизмом комплексной — метонимической и метафоричекой — природы, в основе которого лежит существительное panache с конкретным значением «плюмаж». Переосмысленный panache метонимически связан с образом Генриха IV, призвавшего войска равняться в бою на его белый плюмаж, и метафорически — с видом этого яркого и пребывающего в постоянном движении вестиментарного атрибута. Нуждающийся в объяснении неологизм был разъяснен самим автором на заседании Французской Академии, в ряды которой был избран Ростан. Его объяснение, выдержанное в неоромантическом стиле и сводившееся к тому, что panache — это «дух отваги», оказалось недостаточно исчерпывающим, о чем свидетельствуют последовавшие за этим многочисленные интерпретации слова с разных точек зрения (литературоведческой, философской, психологической и др.).
Панаш явно упоминается в двух местах пьесы, но неявно упоминается повсюду: вызов Сирано Монфлери, Вальверу и, в какой-то момент, всей публике в театре (акт I), а также его беспечная отдача месячной зарплаты в счет выплаты о возмещении ущерба; его дуэль с сотней разбойников у Порт-де-Нель (Акт II), а также его отказ от подвига во время разговора с Роксаной («С тех пор я стал намного храбрее»); он ежедневно пересекал испанские границы, чтобы доставить письма Роксаны (Акт IV); и то, что он покинул смертное одро, чтобы прийти на встречу с ней (Акт V).
Явные ссылки создают двусмысленность: во-первых, в акте IV, во время дуэли с де Гишем по поводу потери белого пояса де Гиша, он говорит: «Я думаю, что вряд ли король Генрих снял бы свой белый панаш при любой опасности». Второй пример можно найти в последних словах Сирано, которые гласили: «Однако есть что-то, что всегда будет моим, и когда я предстану перед Богом, там я сниму это и коснусь этим небесного тротуара: единственное, что я смог взять незапятнанным из этого мира... мой панаш».
Заимствованное из французского языка слово «panache» используется во всех диалектах английского языка и обозначает уверенный и яркий стиль.